# Il padrone di casa (film 1970)
Il padrone di casa (The Landlord) è un film del 1970, diretto da Hal Ashby.
Il film è tratto dal romanzo The Landlord di Kristin Hunter e ha come interprete principale Beau Bridges nel ruolo del giovane protagonista Elgar Enders. Al cast si aggiungono Diana Sands, Lee Grant, Pearl Bailey e Louis Gossett Jr.
Il film è il debutto alla regia di Ashby.

## Trama
Elgar Enders è un giovane bianco, appartenente ad una famiglia ricca. Si compra un edificio con diversi appartamenti a Park Slope (nel borough di Brooklyn, New York). L'intenzione iniziale è quella di sfrattare tutti gli inquilini e di costruirsi un'abitazione di lusso per sé. Man mano però che fa conoscenza con i disagiati abitanti neri dell'edificio cambia idea e si installa come padrone di casa e affittuario (landlord), aiutando gli inquilini nelle opere di manutenzione. Finisce per avere delle relazioni amorose con due donne che abitano nell'edificio, Lanie e Fanny.
Elgar propende infine per Lanie, una ballerina, figlia di una madre di origini irlandesi e di un padre di origini africane: il colore della sua pelle le ha quindi procurato discriminazioni nell'ambiente nero. La relazione è messa a dura prova dal flirt di Elgar con Fanny, che rimane incinta. Copee, il fidanzato di Fanny, un attivista nero, monta su tutte le furie quando scopre del bimbo in arrivo e cerca di uccidere Elgar con un'ascia, ma alla fine rinuncia.
Alla fine, Fanny cede il bambino a Elgar, il quale lo prende in custodia, ricucendo al contempo la sua storia con Lanie.

## Critiche
Il film ha avuto critiche molto positive. Su Rotten Tomatoes ha ricevuto il 100% dell'approvazione della critica. Alla sua uscita il critico cinematografico Howard Thompson ha definito il film una commedia triste e divertente.

## Riconoscimenti
- 1971 - Premio Oscar
  - Candidatura Miglior attrice non protagonista a Lee Grant
- 1971 - Golden Globe
  - Candidatura Miglior attrice non protagonista a Lee Grant
- 1972 - Premio BAFTA
  - Candidatura Un Award